# آندریا پجیک
آندریا پِجیک (به انگلیسی: Andreja Pejić) (زادهٔ ۲۸ اوت ۱۹۹۱) مدل استرالیایی اصالتاً بوسنیایی است که به عنوان مدل مذکر و مؤنث به فعالیت می‌پردازد. او تاکنون در هفته‌های مد پاریس حضور یافته و با هنرمندانی چون ژان پل گوتیه و مارک جیکوبز همکاری کرده است.
از فیلم‌ها یا مجموعه‌های تلویزیونی که وی در آن‌ها نقش داشته است، می‌توان به دالی‌لند اشاره نمود.

## زندگی‌نامه
آندریا و خانواده‌اش پس از جنگ بوسنی به استرالیا پناهنده شده و زمانی که او هشت ساله بود در ملبورن سکنی گزیدند. آندریا کم‌کم متوجه تفاوت خود با دیگران شد.

### زندگی شخصی
پجیک در ژوئیه ۲۰۱۴ به عنوان یک زن ترنس بیرون آمد. او همچنین نام خود را از آندری به آندریا تغییر داد.

## تصاویر

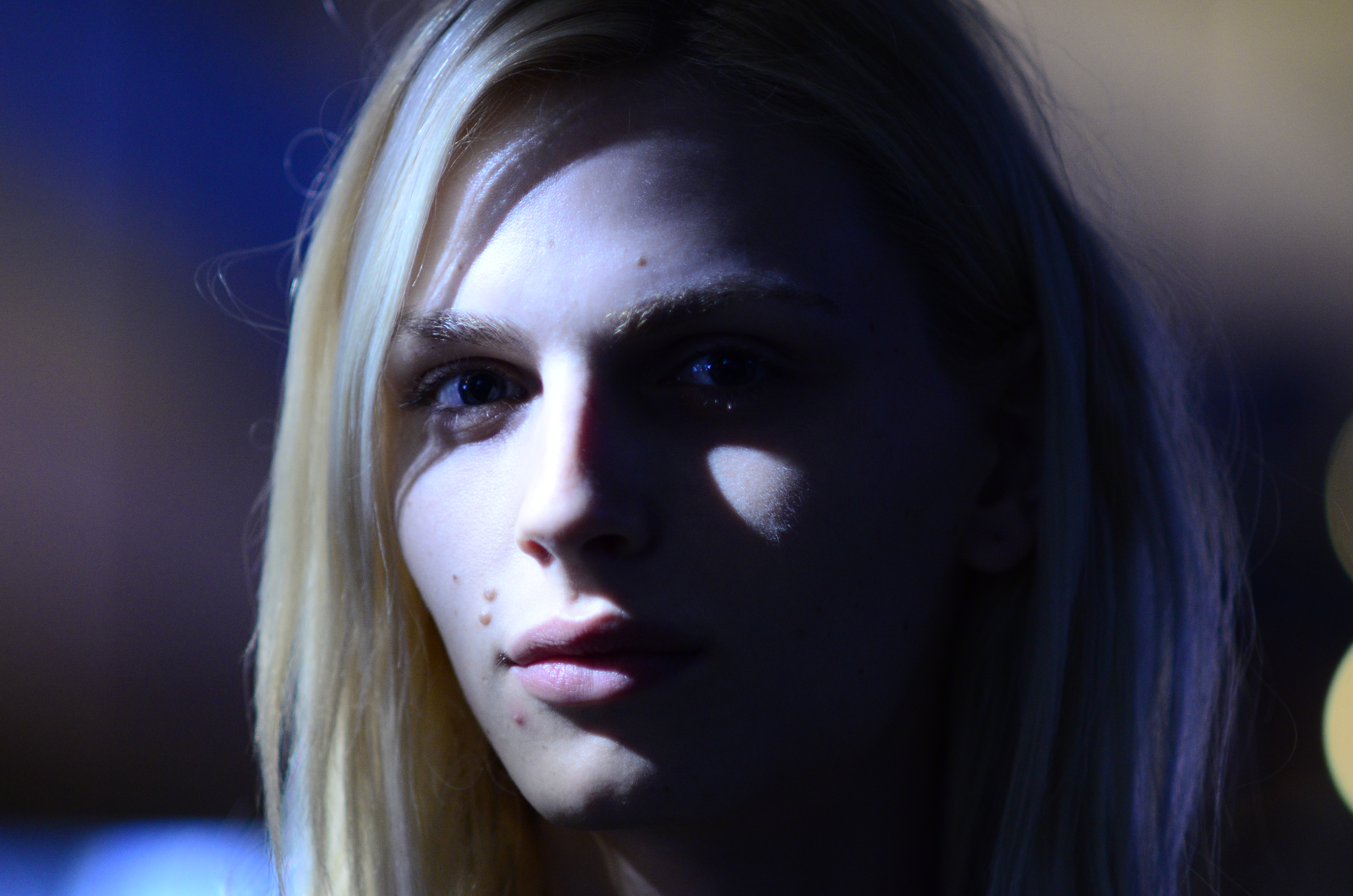
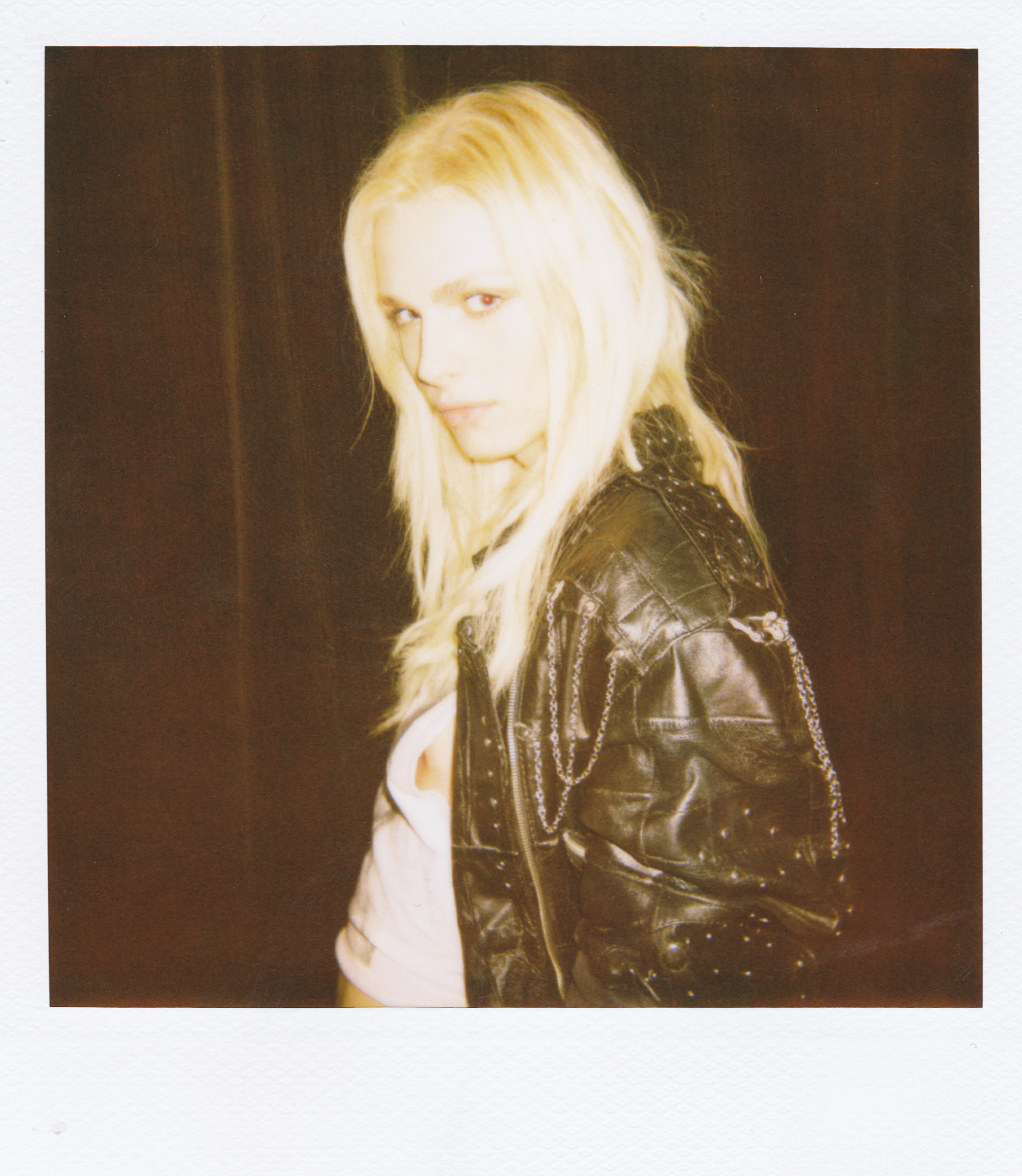